# Pusi
Pusi est un village de la Commune de Alatskivi du Comté de Tartu en Estonie.
Le 31 décembre 2011, la population comptait 20 habitants.